# Maurizio Mediani

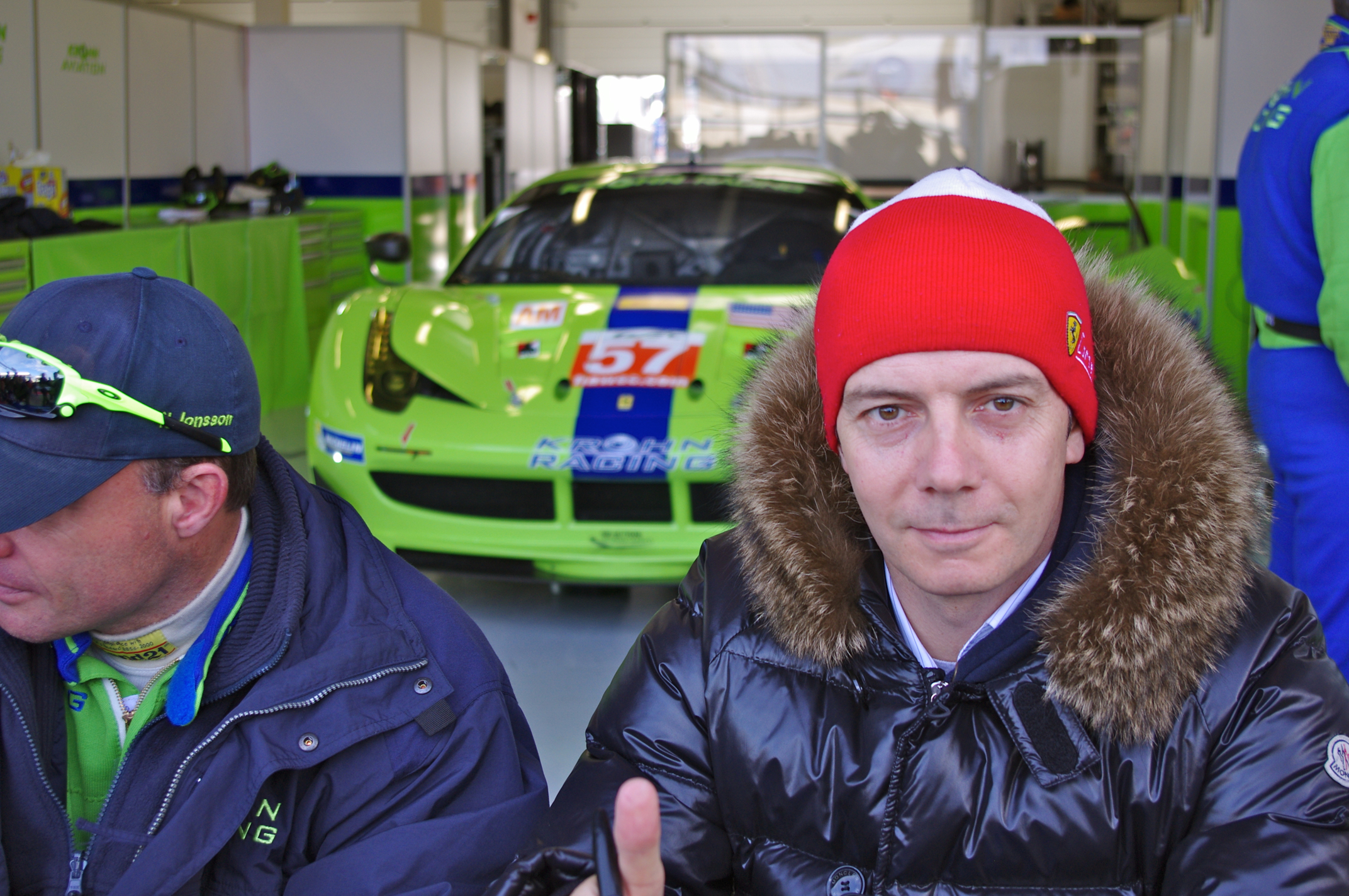
Maurizio Mediani 2013

Maurizio Mediani (* 21. September 1968 in Reggio nell’Emilia) ist ein ehemaliger italienischer Autorennfahrer.

## Karriere als Rennfahrer
Maurizio Mediani fuhr zu Beginn der 1990er-Jahre Kartrennen und begann seine Monopostokarriere 1992 in der italienischen Formel-3-Meisterschaft, wo er bis 1998 aktiv blieb. Die ungewöhnliche lange Zeit in einer Formel-3-Rennserie endete mit dem dritten Endrang. Seine beste Platzierung in dieser Rennserie. Nach einem Jahr im japanischen Championat, wechselte er 2000 nach Russland, um dort Formel-3-Rennen. Das ist der zweite Umstand, der die Karriere von Mediani von denen seiner damaligen Kollegen unterschied. Sein dortiges Engagement war erfolgreich. Er gewann 2001 die russische Meisterschaft und beendete sie 2002 als Zweiter.
Internationale Bekanntheit erreichte er durch seine Starts bei Sportwagenrennen. Höhepunkte waren die Einsätze für das Rennteam des russischen Oligarchen Boris Romanowitsch Rotenberg in der FIA-Langstrecken-Weltmeisterschaft. Er ging viermal beim 24-Stunden-Rennen von Le Mans ins Rennen und erreichte 2016 den 11. Gesamtrang. Während seiner GT- und Sportagenzeit gelangen ihm sechs Einzelsieg, darunter der Erfolg beim 6-Stunden-Rennen von Vallelunga 2008.

## Statistik

### Le-Mans-Ergebnisse
| Jahr | Team         | Fahrzeug               | Teamkollege       | Teamkollege       | Platzierung | Ausfallgrund |
| ---- | ------------ | ---------------------- | ----------------- | ----------------- | ----------- | ------------ |
| 2013 | Krohn Racing | Ferrari 458 Italia GT2 | Tracy Krohn       | Niclas Jönsson    | Ausfall     | Unfall       |
| 2014 | SMP Racing   | Oreca 03               | Kirill Ladygin    | Nicolas Minassian | Ausfall     | Motorschaden |
| 2015 | SMP Racing   | BR Engineering BR01    | David Markozov    | Nicolas Minassian | Rang 14     |              |
| 2016 | SMP Racing   | BR Engineering BR01    | Michail Aljoschin | Nicolas Minassian | Rang 11     |              |

### Sebring-Ergebnisse
| Jahr | Team                  | Fahrzeug               | Teamkollege   | Teamkollege      | Teamkollege   | Platzierung | Ausfallgrund |
| ---- | --------------------- | ---------------------- | ------------- | ---------------- | ------------- | ----------- | ------------ |
| 2007 | Corsa White Lightning | Ferrari F430GT         | Rui Águas     | José María López |               | Ausfall     | Wagenbrand   |
| 2014 | AIM Autosport         | Ferrari 458 Italia GT3 | Townsend Bell | Jeff Segal       | Bill Sweedler | Rang 24     |              |

### Einzelergebnisse in der FIA-Langstrecken-Weltmeisterschaft
| Saison | Team         | Rennwagen              | 1   | 2   | 3   | 4   | 5   | 6   | 7   | 8   | 9   |
| ------ | ------------ | ---------------------- | --- | --- | --- | --- | --- | --- | --- | --- | --- |
| 2013   | Krohn Racing | Ferrari 458 Italia GT2 | SIL | SPA | LEM | SAO | AUS | FUJ | SHA | BAH |     |
| 2013   | Krohn Racing | Ferrari 458 Italia GT2 | 25  | 28  | DNF | 18  | 24  | 24  | DNF | DNF |     |
| 2014   | SMP Racing   | Oreca 03               | SIL | SPA | LEM | AUS | FUJ | SHA | BAH | SAO |     |
| 2014   | SMP Racing   | Oreca 03               | 13  | 12  | DNF | 9   | 10  | 11  | DNF | 20  |     |
| 2015   | SMP Racing   | BR Engineering BR01    | SIL | SPA | LEM | NÜR | AUS | FUJ | SHA | BAH |     |
| 2015   | SMP Racing   | BR Engineering BR01    | 14  |     |     |     |     |     |     |     |     |
| 2016   | SMP Racing   | BR Engineering BR01    | SIL | SPA | LEM | NÜR | MEX | AUS | FUJ | SHA | BAH |
| 2016   | SMP Racing   | BR Engineering BR01    | 15  | DNF | 11  | 15  | 12  | 12  | 14  | 13  | 17  |